# یهودا هناسی

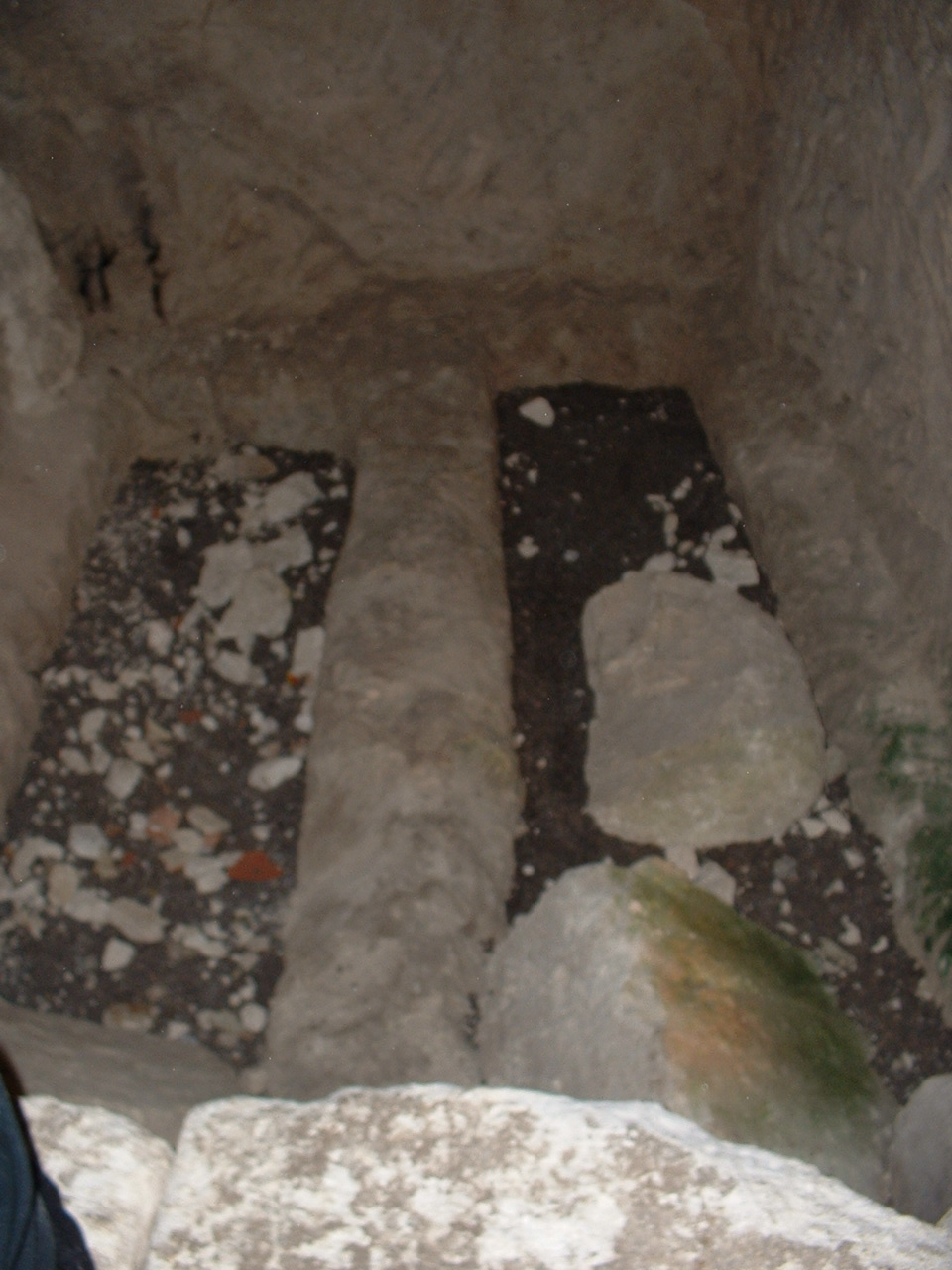
نمایی از آرامگاه و سنگ‌مزار یهودا هاناسی - ۲۰۰۸

یهودا هاناسی (عبری: יהודה הנשיא‌) از رهبران اصلی جامعه یهود و از بزرگ‌ترین تنائیم بود؛ او بدین سبب که رئیس سنهدرین بود با عنوان ناسی شناخته می‌شد که معنای شاهزاده را نیز دارد. او در بین یهودیان، همچنین با نام، ربینو هاقدوش (عبری: רבינו הקדוש یا استاد مقدس ما) شناخته می‌شد. یهودا هناسی در سال ۱۳۲ میلادی زاده شده بود. بر اساس میشنا، در همان روزی به‌دنیا آمد که ربی عقیوا درگذشت. علت عمدهٔ شهرت او، تدوین و نگارش کتاب میشنا است. نگارش این کتاب با همکاری عدهٔ زیادی از ربی‌های یهودی در مورد قانون شفاهی یهود تدوین شد.